# Dilesi
Dilesi  este un oraș în Grecia.